# Albufeira
Albufeira (portugisiskt uttal: [alβuˈfɐjɾɐ]
 ( lyssna)) är en stad och kommun i västra delen av Algarve i södra Portugal.
Staden har cirka 13 600 invånare och är huvudorten i kommunen Albufeira.
Den ligger 29 km väster om Faro och 198 km söder om Lissabon. 

Kommunen har 40 828 invånare (2020) och en yta på 141,00 km².
Den består av fyra freguesias:
- Albufeira e Olhos de Água
- Ferreiras
- Guia
- Paderne

Den hör administrativt till distriktet Faro och statistiskt till regionen Algarve samt till dess motsvarande kommunalförbund ("Comunidade Intermunicipal do Algarve"; ”AMAL”).

## Ortnamnet
Ortnamnet Albufeira härstammar från arabiskan al buhaira (”lagun”). Tidigare, under romartiden, hette orten Baltum.

## Ekonomi
Traditionellt har ortens ekonomi byggt på fiske och odling av frukter, olivträd och vindruvor. Nuförtiden är turism och handel de viktigaste verksamheterna i Albufeira. De flesta turister anländer via Faros flygplats. Efter solnedgången kommer Albufeira till liv med barer, restauranger och butiker för de flesta smaker som engelska och holländska restauranger samt pubar. Albufeira är en viktig turistort vid Portugals sydkust (Algarvekusten).

## Förvaltning
Albufeira är indelat i fyra stadsdelar med viss egen förvaltning, Albufeira-Olhos de Água, Ferreiras, Guia och Paderne. Förvaltningarna kallas på portugisiska freguesia, vilket på svenska är att liknas med kommundel eller stadsdel. Stadens styre sker i huvudsak från stadshuset, Câmara Municipal, i centrala Albufeira, men stadsdelarna har bestämmande över vissa lokala föreskrifter och regler.

## Kommunikationer
Motorvägen A2 förbinder huvudstaden Lissabon med staden Albufeira. Motorvägen A22 genomkorsar kommunen och går igenom Algarve från Lagos till Vila Real de Santo António.
Från järnvägsstationen Albufeira-Ferreiras (ca 7 km norr om Albufeira) utgår tågtrafik västerut mot Lagos och österut mot Tunes och Vila Real de Santo António. Från Tunes går tåg direkt till huvudstaden Lissabon.
Ca 30 km öster om Albufeira ligger Faros internationella flygplats, landets näst största flygplats.

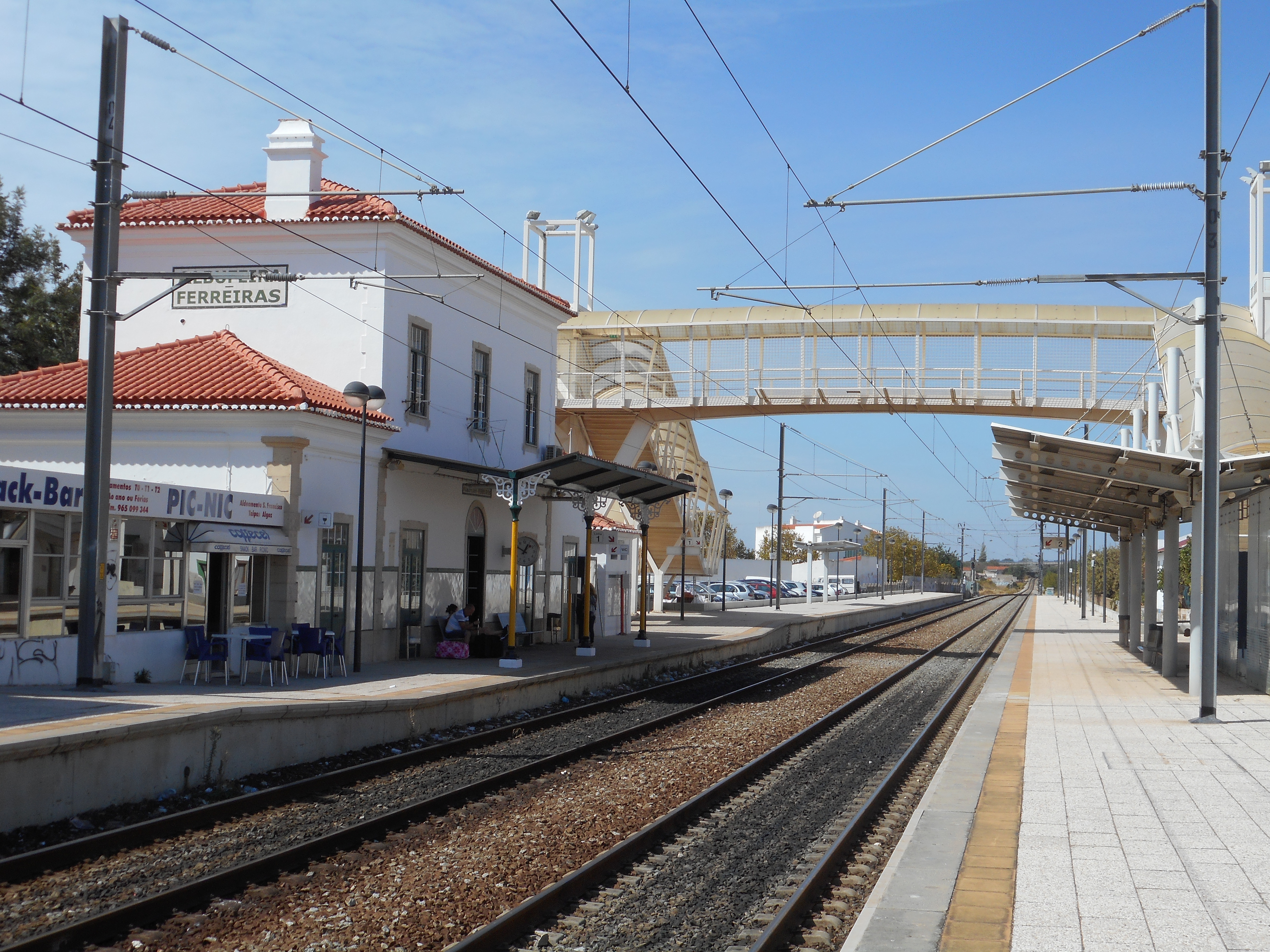
Järnvägsstationen Albufeira-Ferreiras
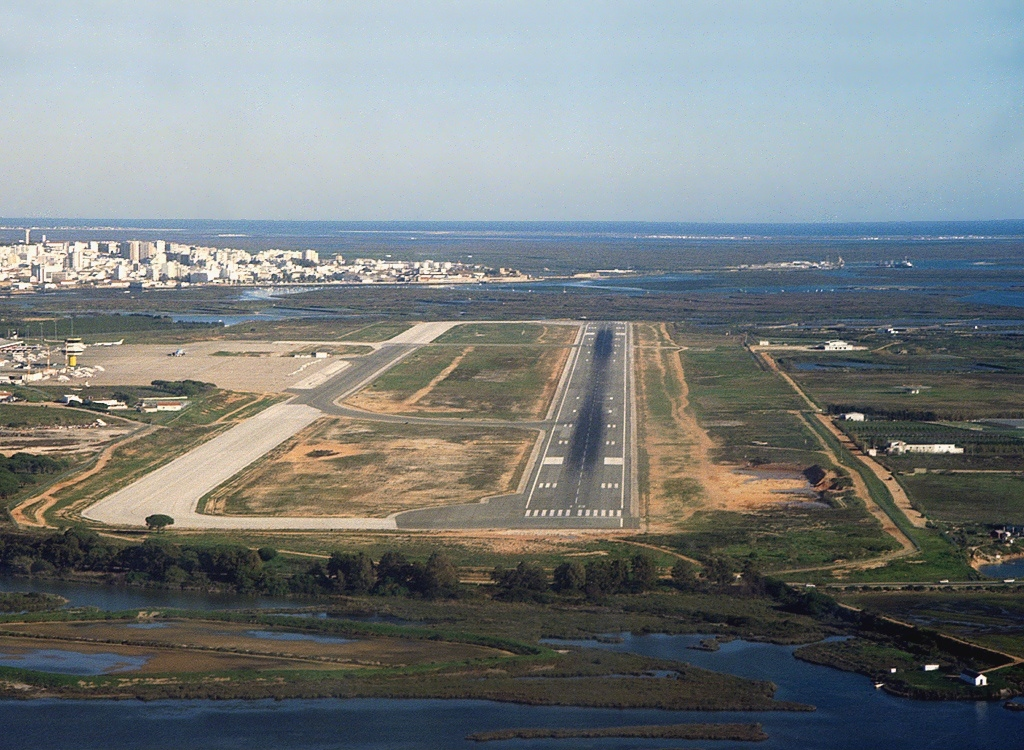
Faros flygplats
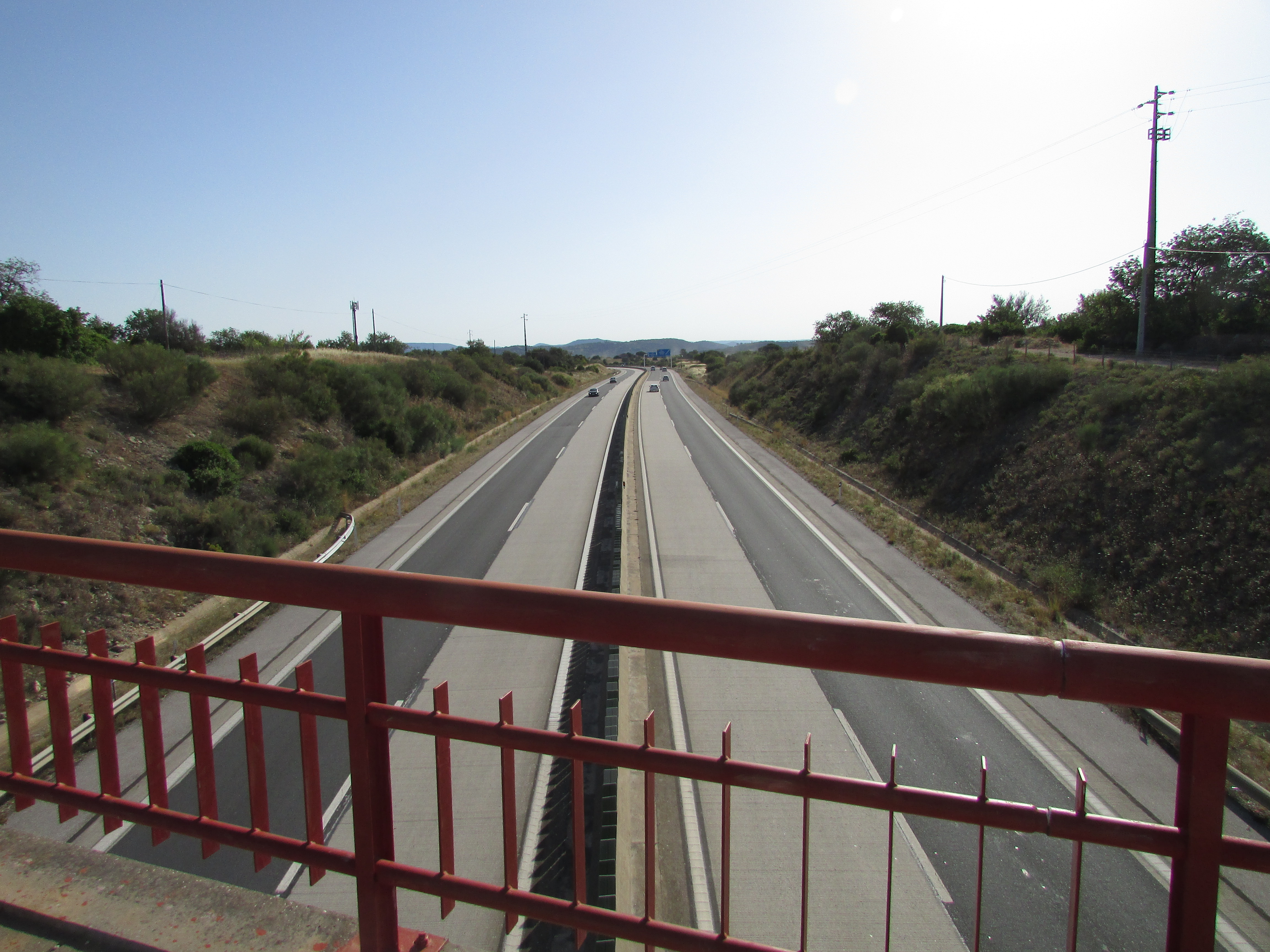
Motorvägen A22 i Cerro do Ouro i Albufeira

## Turism
- Praia dos Pescadores
- Praia de São Rafael
- Praia de Santa Eulália
- Praia Evaristo